# (73165) 2002 GE166
(73165) 2002 GE166 – planetoida z pasa głównego asteroid okrążająca Słońce w ciągu 4,21 lat w średniej odległości 2,61 j.a. Odkryta 15 kwietnia 2002 roku.